# 아론 데스너

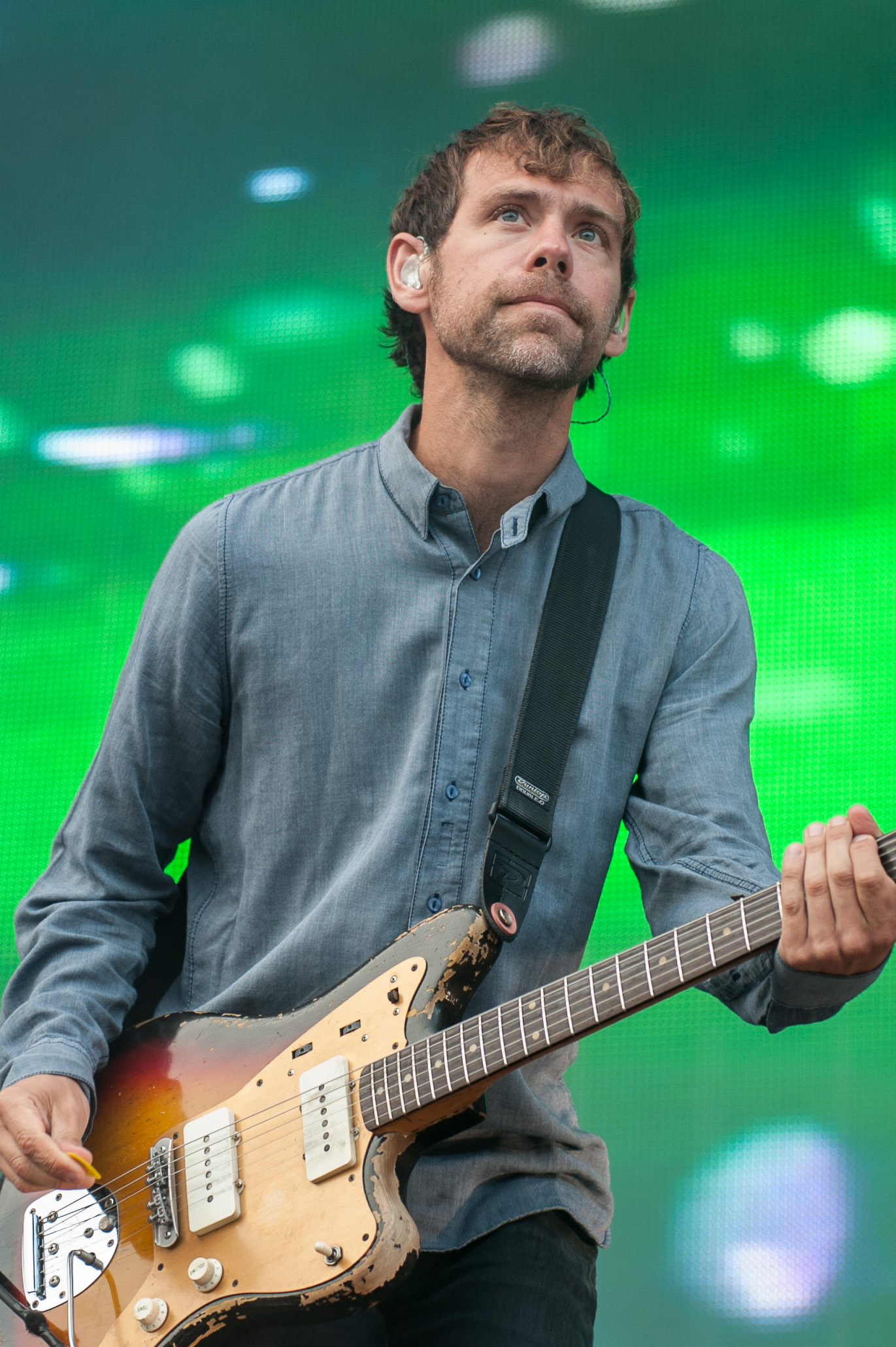
2014년 스웨덴에서 공연하는 아론 데스너

아론 브루킹 데스너(영어: Aaron Brooking Dessner, 1976년 4월 23일 ~ )는 미국의 음악가, 송라이터이자 음악 프로듀서이다. 록 밴드 더 내셔널의 창립 멤버로 유명하며, 밴드에서 활동하면서 여덟 장의 정규 음반을 발매하였다. 또한 본 이베어의 저스틴 버논과 함께 인디 록 듀오 빅 레드 머신으로 활동하고 있기도 하다.
더 내셔널 및 빅 레드 머신으로의 활동 외에도, 프로듀서로서 테일러 스위프트, 벤 하워드, 샤론 밴 이튼, 로컬 네이티브스, 아디아 빅토리아, 리사 해니건 등 많은 음악가의 음악에 프로듀서로 참여하였다.

## 어린 시절
아론 데스너 1976년 4월 23일 폴란드계와 러시아계 유대인 혈통을 가지고 태어났다. 데스너는 유대계 가정에서 자란 것이 음악에 영향을 끼쳤다고 후에 밝혔다. 이후 데스너는 컬럼비아 대학교에서 유럽 근현대사에 대해서 공부하였다.

## 수상
| 연도 | 기관          | 작품                 | 부문                        | 결과 | 출처  |
| ---- | ------------- | -------------------- | --------------------------- | ---- | ----- |
| 2014 | 그래미 어워드 | Trouble Will Find Me | 최우수 얼터너티브 음악 음반 | 후보 | [ 1 ] |
| 2018 | 그래미 어워드 | Sleep Well Beast     | 최우수 얼터너티브 음악 음반 | 수상 | [ 2 ] |
| 2021 | 그래미 어워드 | Folklore             | 올해의 음반                 | 수상 | [ 3 ] |
| 2021 | 그래미 어워드 | "Cardigan"           | 올해의 노래                 | 미정 | [ 3 ] |

## 사생활
데스너는 오하이오주 신시내티에서 쌍둥이 형제인 브라이스 데스너와 함께 컸다. 1994년 신시내티 컨트리 데이 학교를 졸업하였으며, 1998년 컬럼비아 대학교의 컬럼비아 칼리지를 졸업하였다. 아내와 결혼하여 3명의 자녀가 있다. 데스너는 축구를 즐겨보며 리버풀 FC의 팬이다.

## 디스코그래피

### 더 내셔널
- The National (2001)
- Sad Songs for Dirty Lovers (2003)
- Cherry Tree EP (2004)
- Alligator (2005)
- Boxer (2007)
- The Virginia EP (2008)
- High Violet (2010)
- Trouble Will Find Me (2013)
- Sleep Well Beast (2017)
- I Am Easy to Find (2019)

### 프로젝트 님
- Tower of Babel
- Where the Nothings Live
- Evenings Pop and Curve

### 빅 레드 머신
- Big Red Machine (2018)

### 영화 스코어
- A Skin, a Night (2008)
- 빅서 (2013)
- Transpecos (2016)